# Mihail Sebastian
Pour les articles homonymes, voir Sebastian.
Mihail Sebastian (de son nom patronymique Iosif Hechter) né le 18 octobre 1907 à Brăila en Roumanie et mort le 29 mai 1945 renversé par un camion à Bucarest, est un écrivain, dramaturge et essayiste roumain juif. Son frère aîné, le docteur Pierre Hechter, a vécu toute sa vie à Sceaux. La comédienne Micky Sébastian est sa nièce. 

## Biographie
Après avoir terminé ses études secondaires, Sebastian collabora à la revue Cuvântul (« la Parole »). Il fit des études de droit, mais fut vite attiré par la vie littéraire intense de la Roumanie, dont le territoire s'était considérablement étendu, avec pour conséquence le doublement de sa population juive. Les pensées généreuses de la révolution de 1848 y subissaient alors l'influence des idées d'Arthur de Gobineau, Oswald Spengler, T. S. Eliot et Ezra Pound, émises à son tour par le philosophe Nae Ionescu, qui eut une grande influence sur les amis de Sebastian, dont Emil Cioran et Mircea Eliade. Il débuta dans la littérature avec Fragments d'un cahier retrouvé en 1932 puis Femmes, un recueil de nouvelles en 1933.
Le roman de Sebastian De două mii de ani ((fr) Depuis deux mille ans), publié en 1934 avec une préface de Nae Ionescu qui, influencée par l'antisémitisme de l'époque, fit scandale. Il revêt une importance particulière et décrit le dilemme et les questionnements identitaires d'un jeune citoyen roumain qui tente de se comprendre à la fois en tant que juif et en tant que roumain. Sebastian fut attaqué à la fois par la presse d'extrême-droite et la presse démocratique. Il fut considéré comme « trop juif » par les nationalistes roumains et « trop roumain » par les nationalistes juifs.
En 1935, il publia Comment je suis devenu un hooligan où il répondit aux attaques dont il avait été l'objet. En 1938, Jouons aux vacances fut son premier grand succès en tant que dramaturge. Sebastian se fit aussi un nom comme essayiste et comme critique littéraire et théâtral. Il écrivit de nombreux articles sur des classiques européens modernes comme Stendhal, Proust, Gide, Joyce, mais également sur des auteurs roumains comme Mircea Eliade, Camil Petrescu, Max Blecher.  Proust et Gide exercèrent une grande influence sur lui. En 1939, il publia une monographie sur les échanges épistolaires de Proust qui devait être suivie d'autres livres sur l'auteur français.
Sebastian a appartenu à la Jeune Génération roumaine, groupe d'intellectuels rassemblés autour du philosophe Nae Ionescu et du cercle Criterion, qui comptait notamment Mircea Eliade, Emil Cioran et Constantin Noica. Ce qui les liait était la recherche d'« authenticité », d'une vie intellectuelle capable de dépasser les conventions factices de l'existence moderne. Ce groupe était à l'origine apolitique. Mais tandis que des événements politiques se précipitaient en Roumanie et en Europe, ses membres les plus connus mirent de côté leur attitude de non-engagement au cours des années 1930. Quelques-uns d'entre eux, comme Nae Ionescu, Mircea Eliade, Camil Petrescu et Emil Cioran, ont commencé à sympathiser avec les « légionnaires » de la Garde de fer, mouvement anti-communiste, nationaliste et intégriste chrétien persécuté par le gouvernement roumain : ils approuvaient le « purisme » des « légionnaires », alors que ceux-ci étaient antisémites et utilisaient la violence contre les intellectuels, les démocrates et les juifs. Au début de la Seconde Guerre mondiale, avec le pacte Hitler-Staline et la défaite française, la Roumanie se retrouve isolée, puis démembrée, et se rapproche des puissances de l'Axe. En tant que juif, Sebastian considérait cette évolution d'un œil critique et condamna ses collègues sans pour autant rompre avec eux.

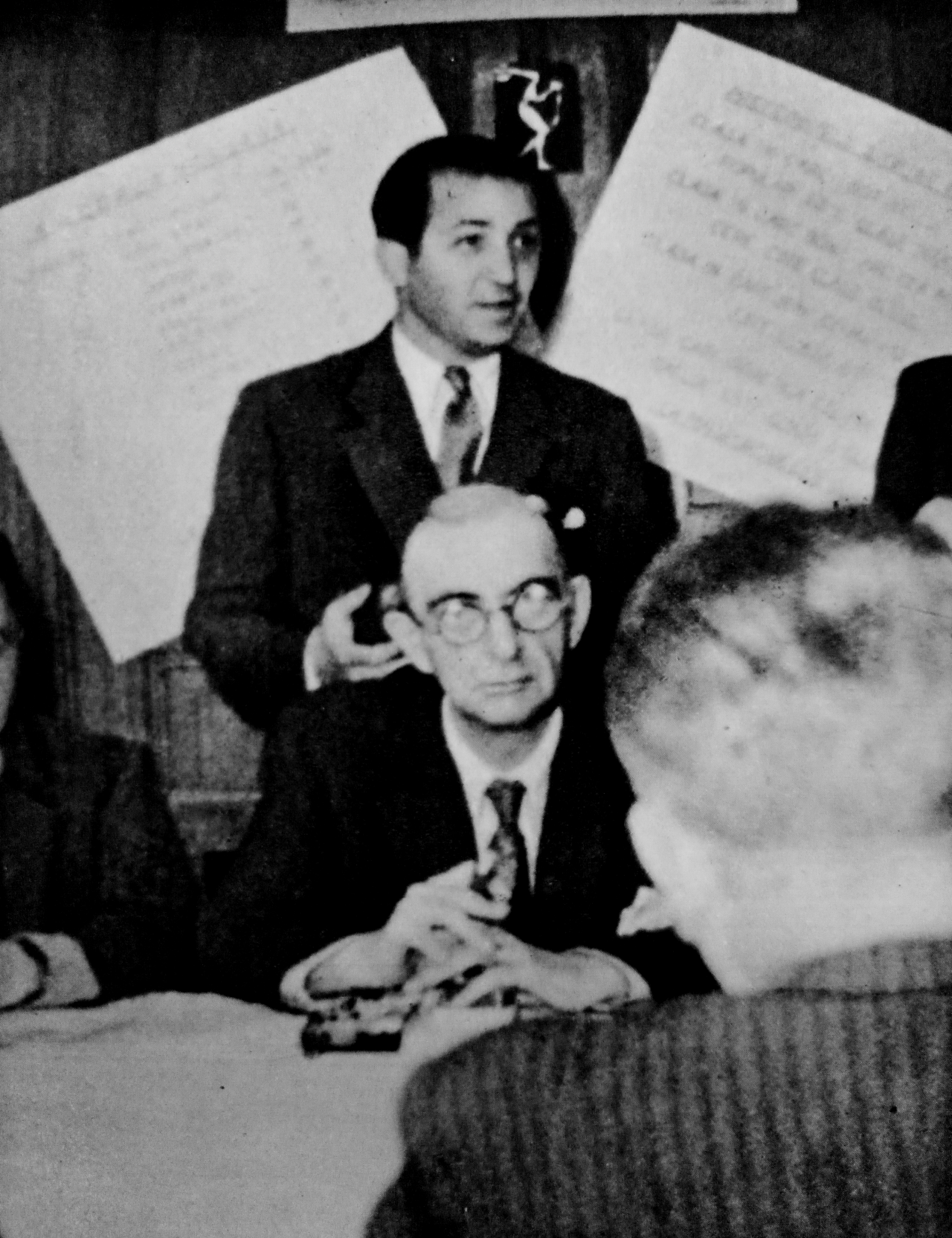
En 1943, dans le lycée où il enseigne.

L'écrivain a évoqué ces événements sociaux et politiques dans son journal intime ; il y relate aussi l'antisémitisme de l'État roumain dans les années 1938-1944, qui a culminé avec la Shoah en Roumanie en 1941-1943 sous le gouvernement d'Ion Antonescu, le « Pétain roumain » (comme il se qualifiait lui-même). Son journal est ainsi un témoignage sur le délitement de la démocratie et de l'humanisme dans un pays qui sombre dans le nationalisme, la lâcheté, la haine et le crime, témoignage comparable à ceux de Victor Klemperer ou d'Anne Frank.
Sebastian a échappé à la déportation : le gouvernement roumain d'Antonescu a prioritairement déporté et assassiné les juifs devenus soviétiques lors de l'occupation soviétique de la Bessarabie et de la Bucovine du Nord. Ces juifs qui avaient perdu leur citoyenneté roumaine furent accusés en bloc, après que la Roumanie eut récupéré ces territoires, d'avoir « soutenu l'occupant bolchevik ». Mais Sebastian a été écrasé par un véhicule peu après la fin de la guerre : c'était alors une méthode fréquemment employée par la toute nouvelle police politique communiste pour se débarrasser des penseurs et auteurs « gênants » (potentiellement dissidents), méthode plus rapide et simple que les procès staliniens où son nom n'en fut pas moins évoqué à côté de ceux des « comploteurs réactionnaires ».
Il est inhumé au cimetière Filantropia. En 2006, la version allemande de son journal intitulée Voller Entsetzen, aber nicht verzweifelt a été distinguée à titre posthume par le Prix frère et sœur Scholl.

## Dans la littérature
- Sa nièce, Michèle Hechter est écrivaine et traductrice française, auteure d'un ouvrage autobiographique intitulé M. et M. publié en 2000 qui se réfère à son oncle écrivain.

- Mihail Sebastian est un des personnages principaux du roman Eugenia de Lionel Duroy, paru en mars 2018. Il y est le compagnon de la narratrice et héroïne. Le roman, dont l'intrigue s'étend de 1935 à 1945, fait allusion à des amis et collègues de Sebastian, comme Mircea Eliade, Camil Petrescu, Nae Ionescu, le prince et la princesse Bibesco, Emil Gulian, etc.

## Citations
Eugène Ionesco, qui était lié d'amitié avec Sebastian, a écrit à son sujet : « Combien je l'ai aimé ! Je ressens tant d'amour pour lui. Mihail Sebastian avait gardé une tête claire et une humanité vraie. Il était devenu mon ami, mon frère. Il était devenu plus mûr, sérieux et profond. Quel dommage qu'il ne soit plus parmi nous. »

« Je n'ai jamais été aussi vieux, aussi terne, aussi dépourvu d'élan, de jeunesse […]. Je ne vois plus rien devant moi, toutes les portes sont fermées, tout est inutile, et le suicide semble être la seule solution. »

— Extrait de son journal, année 1934.

## Œuvres
- Notices d'autorité :   - VIAF
  - ISNI
  - BnF (données)
  - IdRef
  - LCCN
  - GND
  - CiNii
  - Espagne
  - Belgique
  - Pays-Bas
  - Pologne
  - Israël
  - NUKAT
  - Norvège
  - Croatie
  - Tchéquie
  - Portugal
  - Lettonie
  - WorldCat

### Romans
- Femmes, éd. de L'Herne, 2007 ((ro) Femei, 1933), trad. Alain Paruit.
- Depuis deux mille ans, éd. Stock, 1998 ((ro) De două mii de ani, 1934), trad. Alain Paruit.
- La Ville aux acacias, Mercure de France, 2020 ((ro) Orașul cu salcâmi, 1935), trad. Florica Courriol.
- L'Accident, éd. Mercure de France, 2002 ((ro) Accidentul, 1940), trad. Alain Paruit.

### Théâtre
- (ro) Jocul de-a vacanța, 1938 [Jouons aux vacances].
- (ro) Steaua fără nume, 1944 [L’Étoile sans nom].
- (ro) Ultima oră, 1945 [Dernière heure].
- (ro) Insula, 1947 [L'Île], texte inachevé.
- Théâtre, trad. d'Alain Paruit, préf. de Georges Banu, éd. de L'Herne, 2007. Réunit : Jouons aux vacances, L'Étoile sans nom, Dernière heure, L'Île.
- Édition de midi, 1958.

### Œuvres diverses
- Fragmente dintr-un carnet găsit (1932), (fr) Fragments d'un carnet retrouvé, publié avec Femmes, Éd. de L'Herne, 2007
- Cum am devenit huligan (1935), essai publié en réponse à la préface de Nae Ionescu à son roman De două mii de ani. [non trad. en français]
- Correspondența lui Marcel Proust (1939) [non trad. à ce jour en français]
- Eseuri, cronici, memorial (1972), trad. en français sous le titre Promenades parisiennes et autres textes, trad. d'Alain Paruit, Éd. de L'Herne, 2007
- Jurnal de epocă, publicistică (2002) [non trad. en français]
- Journal, 1935-1944, version incomplète, trad. du roumain par Alain Paruit, préf. d'Edgar Reichmann, Éd. Stock, 1998, 2007 (Coll. La Cosmopolite)